# Vidradne, Nosivka
Vidradne (în ucraineană Відрадне) este un sat în comuna Stepovi Hutorî din raionul Nosivka, regiunea Cernihiv, Ucraina.

## Demografie
Componența lingvistică a localității Vidradne
     Ucraineană (99,21%)
     Alte limbi (0,79%)
Conform recensământului din 2001, majoritatea populației localității Vidradne era vorbitoare de ucraineană (99,21%), existând în minoritate și vorbitori de alte limbi.